# Darren Dods
Pour les articles homonymes, voir Dods.
Darren Dods est un footballeur et entraîneur écossais né le 7 juin 1975 à Édimbourg.

## Carrière
| Saison  | Club                | Pays   |
| ------- | ------------------- | ------ |
| 1992-93 | Hibernian Édimbourg | Écosse |
| 1993-94 | Hibernian Édimbourg | Écosse |
| 1994-95 | Hibernian Édimbourg | Écosse |
| 1995-96 | Hibernian Édimbourg | Écosse |
| 1996-97 | Hibernian Édimbourg | Écosse |
| 1997-98 | Hibernian Édimbourg | Écosse |
| 1998-99 | St Johnstone        | Écosse |
| 1999-00 | St Johnstone        | Écosse |
| 2000-01 | St Johnstone        | Écosse |
| 2001-02 | St Johnstone        | Écosse |
| 2002-03 | St Johnstone        | Écosse |
| 2003-04 | St Johnstone        | Écosse |
| 2004-05 | Inverness CT        | Écosse |
| 2005-06 | Inverness CT        | Écosse |
| 2006-07 | Inverness CT        | Écosse |
| 2007-08 | Dundee United       | Écosse |
| 2008-09 | Dundee United       | Écosse |
| 2009-10 | Dundee United       | Écosse |
| 2010-11 | Dundee United       | Écosse |

## Sélections
- 1995-1996 :  Écosse -21 ans

## Palmarès
St Johnstone
- Coupe de la Ligue
  - Finaliste : 1999

 Dundee United
- Coupe d'Écosse
  - Vainqueur (1) : 2010
- Coupe de la Ligue
  - Finaliste : 2008